# Joanna Macy
Pour les articles homonymes, voir Macy.
Joanna Macy (née Joanna Rogers à Los Angeles le 2 mai 1929 et morte le 19 juillet 2025 à Berkeley en Californie), est une militante écologiste américaine, autrice et spécialiste du bouddhisme, de l'écologie profonde et de l'écopsychologie. 
Elle est l'autrice de huit livres. Elle développe une méthodologie visant à approfondir notre connexion à la Terre et au vivant, tout en nous préparant à faire face aux risques de l'effondrement écologique.

## Biographie
Joanna Macy sort diplômée du Wellesley College en 1950 et reçoit son doctorat en sciences des religions en 1978 à l'université de Syracuse. Elle étudie avec Huston Smith, auteur des Religions du monde (précédemment intitulé Les Religions de l'Homme). Engagée, elle devient porte-parole internationale de la cause anti-nucléaire, de la paix, de la justice et de la défense de l'environnement. Elle est surtout connue pour son livre Écopsychologie pratique et rituels pour la Terre (en anglais : Coming Back to Life: Practices to Reconnect Our Lives, Our World) et pour l'initiative du Grand Tournant, qui traite de la transformation de la croissance industrielle de la société vers une civilisation plus durable. Joanna Macy a beaucoup voyagé pour donner des conférences, des ateliers et des formations partout dans le monde.
En janvier 2009, à la mort de son mari Francis Underhill Macy (militant et chercheur russe qui a fondé le Center for Safe Energy), elle s'installe à Berkeley en Californie auprès de ses enfants et petits-enfants. Elle travaille en tant que professeure adjointe dans trois écoles d'études supérieures de la baie de San Francisco : le Starr Roi de l'École pour le ministère, l'université de la création de la spiritualité et le California Institute of Integral Studies.
Elle meurt le 19 juillet 2025 dans la ville de Berkeley en Californie à l'âge de 96 ans. Les causes de son décès ne sont pas révélées.

## Écopsychologie
Joanna Macy part du constat que l'écosystème terrestre est en danger (menace nucléaire, disparition des espèces, réchauffement climatique, etc.) et que la majorité des personnes semblent y rester indifférentes. Son analyse propose cependant que les êtres humains ne sont pas indifférents, mais au contraire refoulent leur empathie, et ce par peur de souffrir face à l'insupportable, à savoir la destruction massive des systèmes vitaux de la planète, « une perte si vaste et définitive [...] que nous pouvons à peine la nommer ». Joanna Macy nomme cette douleur morale « peine pour notre monde », et propose de sortir du refoulement pour accepter la douleur et entrer dans l'action.

## LeTravail qui relie
Joanna Macy a créé un cadre théorique pour la vie personnelle et le changement social mais aussi un atelier avec des visées pratiques très précises.
Elle a développé un ensemble intégré de pratiques expérientielles et pour partie spirituelles ayant pour objet de permettre à ceux qui les appliquent de se reconnecter émotionnellement à la communauté du vivant dans sa globalité, en surmontant à la fois le désespoir et la tentation du déni face à l'avenir et se mettant en action pour guérir le monde. Aux yeux de Kalil Shutten, il s'agit également d'un travail d'affranchissement par rapport à des conditionnements sociaux qui nous maintiennent dans le statu quo.
Il s'agit en particulier : 
- de vivre et aborder l’écologie autrement, en explorant et en prenant conscience de notre connexion à la planète et au vivant ;
- d'expérimenter et d'exprimer notre souffrance pour ce monde malmené par l'humain et de sentir comment nous pouvons au mieux participer à sa guérison ;
- d'affiner nos perceptions quant à l’effondrement proche de la société de croissance industrielle et l’émergence d’une société qui soutiendra la vie ;
- de remettre en perspective nos vies pour clarifier nos intentions afin de prendre part au changement de cap rendu nécessaire ;
- de tisser des liens durables avec d’autres personnes préoccupées par ces mêmes enjeux pour trouver un soutien mutuel dans nos projets et actions[12].

Sa méthode, un temps appelée Travail du désespoir et de l'émancipation, prend aujourd'hui le nom de Travail qui relie (Work that Reconnects en anglais). Selon le sociologue et écothéologien Michel Maxime Egger, Joanna Macy invite, dans le Travail qui relie, à se réaliser dans une approche organisée selon quatre phases qui se visualisent sous forme d'une spirale qui s'auto-amplifie. Macy s'est donnée comme mission de « transmettre une espérance active » et d'aider les personnes à reprendre la voie de l'action en passant d'« un moi égocentré au moi en communion avec la toile de la vie ». La méthode aide les gens à découvrir et à prendre conscience par l'expérience de leurs relations innées les uns avec les autres ainsi que des pouvoirs d'auto-guérison de la toile de la vie, transformant un sentiment de désespoir et d'écrasement en une action collaborative et inspirée.
Les quatre étapes consistent à : 1. s'enraciner dans la gratitude ; 2. honorer sa peine pour le monde ; 3. changer de regard et 4. aller de l'avant en entrant dans l'action.
La spirale démarre par une invitation à prendre appui sur la gratitude face au merveilleux du vivant. Cela peut se faire par exemple en se remémorant des moments d'émerveillement face à la nature et les considérer avec gratitude. Pour Macy, cela apaise l'esprit frénétique et nous ramène à la source, stimulant notre empathie et notre confiance. La gratitude nous aide aussi à être plus pleinement présents à nous-mêmes et à ce qui nous entoure.
Nous sommes ainsi prêts pour la seconde étape où l'ouverture psychique ainsi préparée nous permet de reconnaître et accueillir la douleur que nous portons pour ce monde qui est en nous et qui nous constitue. Nous sommes alors capables de nous approprier la souffrance de la nature et de souffrir avec elle sans refouler nos sentiments de culpabilité, de colère, d'impuissance ou de peur. Macy précise qu'« En reconnaissant et en honorant notre douleur pour le monde, et en osant en faire l'expérience, nous apprenons le vrai sens de la compassion : « souffrir avec ». Nous commençons à connaître l'immensité de notre cœur/esprit ». Nous rompons l'isolement de la souffrance et devenons capables d'embrasser l'espace bien plus large de notre inter-existence.
Il s'agit ensuite de changer de perception, de voir le monde avec un regard neuf qui ne place plus l'Homme au centre (anthropocentrisme) mais le vivant dans la complexité de ses interrelations (écocentrisme). Enfin, Macy invite à passer à l'action contre la destruction de l'environnement et pour construire un monde plus écologique. Pour elle il s'agit d'aller de l'avant vers les actions qui nous appellent, en fonction de qui nous sommes très précisément ; notre situation, nos dons, nos limites qui sont aussi des forces, des sensibilités. Ceci sans attendre un plan directeur général, car « chaque étape sera notre professeur », apprenant de nos échecs et de nos doutes. 
Et ainsi la Spirale recommence, avec de nouveau la gratitude.

## Liens – public
Son approche holiste peut être rapprochée de l'écopsychologie de Theodore Roszak et de l'écologie profonde d'Arne Næss, même si elle ne peut être mise sur le même plan que l’œuvre philosophique de ce dernier. L'ouvrage qu'elle a signé avec lui ainsi que John Seed et Pat Fleming ne comporte ainsi qu'un article déjà publié ailleurs du philosophe norvégien et ne semble pas prouver une collaboration.
Dans l'espace francophone européen, les ateliers de Travail qui relie sont organisés principalement par les associations Terr'Eveille, Naviguer en Terre agitée et Emergences en Belgique, Roseaux dansants et l'AFECOP ainsi que de nombreuses autres associations recensées sur http://www.ateliersdetravailquirelie.sitew.fr/ en France, et Pain pour le prochain en Suisse romande. L'anthropologue Jean Chamel montre que ces ateliers intéressent particulièrement les personnes se réclamant de la « transition intérieure » au sein du mouvement des Villes en transition, et qu'ils sont aussi prisés des initiateurs de la collapsologie, lesquels trouvent dans cette « apocalyptique écologique expérientielle » une manière de s'armer spirituellement face à l'effondrement et de fonder des « réseaux de temps difficiles ». La méthode du Travail qui relie est également relayé par des mouvements éco-citoyens comme Colibris.
Joanna Macy et son Travail qui relie inspirent également des pratiques au sein de certains groupes d'Extinction Rebellion en France et en Suisse romande.

## Ses influences: bouddhisme, non dualisme, pensée systémique
Macy a d'abord rencontré le bouddhisme en 1965, tout en travaillant avec les Tibétains réfugiés en Inde du nord, en particulier le Ven. 8 Khamtrul Rinpoché, Sœur Karma Khechog Palmo, Ven. Dugu Choegyal Rinpoché, et Tokden Antrim de la communauté Tashi Jong. Sa pratique spirituelle est tirée du theravāda, tradition de Nyanaponika Thera et le Rév. Sivali de Sri Lanka, Munindraji du Bengale-Occidental, et Dhiravamsa de la Thaïlande.
Comme les autres tenants de l'écopsychologie, l'approche de Macy rompt avec le dualisme cartésien et occidental pour se relier au non dualisme du bouddhisme. Le dualisme est en effet vu comme instigateur d'une séparation de l'homme par rapport à la nature, qui nous empêche d'« entendre la « Voix de la Terre » ». Pour Catherine Thomas, l'écopsychologie dont il s'agit n'est « pas une variante de la psychologie, mais une révolution pour la psychologie : elle est l'étude (logos) de la maison (oîkos) de l'âme (psyché). La maison de l'âme dont il est question est la Terre elle-même, et notre âme individuelle est une manifestation de l'âme de la Terre. « guérir la Terre » et « guérir l'Homme » sont donc indissociables ; c'est la tâche [de] l'écopsychologie ».
Autre influence dans le domaine de la connexion à des systèmes vivants de la théorie : Ervin László qui lui introduit la théorie des systèmes à travers ses écrits (en particulier Introduction to Systems Philosophy and Systems, Structure and Experience), et qui a travaillé avec elle en tant que conseiller sur sa thèse de doctorat et sur un projet pour le Club de Rome. Gregory Bateson, à travers ses Étapes pour une Écologie de l'Esprit, et durant un séminaire d'été, a également mis en forme sa pensée, tout comme les écrits de Ludwig von Bertalanffy, Arthur Koestler et Hazel Henderson. Elle a été influencée dans l'étude des systèmes biologiques par Tyrone Cashman et des systèmes économiques par Kenneth Boulding. Donella Meadows fournit des indications sur les conséquences planétaires des systèmes économiques et Elisabet Sahtouris fournit de plus amples informations à propos de l'auto-organisation des systèmes dans la perspective de l'évolution.

## Ouvrages
- Despair and Personal Power in the Nuclear Age, New Society Pub., 1983  (ISBN 0-86571-031-7).
- Dharma and Development: Religion as resource in the Sarvodaya self help movement, Kumarian Press revised ed., 1985  (ISBN 0-931816-53-X).
- (avec John Seed, Pat Fleming, Arne Naess, Dailan Pugh), Thinking Like a Mountain: Toward a Council of All Beings, New Society Publishers, 1988  (ISBN 0-86571-133-X).
- Joanna Macy et Molly Young Brown (trad. de l'anglais), Écopsychologie pratique et rituels pour la terre : revenir à la vie, Gap, Le souffle d'or, 2018, 239 p. (ISBN 978-2-84058-631-9).
- Agir avec le désespoir environnemental, article publié dans le recueil de textes écoféministes Reclaim, Émilie Hache, ed Cambourakis, 2016  (ISBN 978-2366242133) [20].
- L'espérance en mouvement. Comment faire face au triste état du monde sans devenir fous. Macy, J; et Johnstone, C., Labor et Fides, 2018[21].